# Кассаветис, Зои
Зои Кассаветис (англ. Zoe Cassavetes; род. 29 июня 1970) — американский кинорежиссёр, актриса и сценарист. Дочь режиссёра Джона Кассаветиса и актрисы Джины Роулендс, а также сестра режиссёров Ника Кассаветиса и Александры Кассаветис.

## Биография
Первый опыт в кино получила в возрасте одного года, когда она сыграла незарегистрированную роль в роли девочки в фильме «Минни и Московиц», но только в 1991 она получила первую актёрскую роль в фильме «Тед и Венера». Затем последовали второстепенные роли в фильмах «Отключение шума» и «То, что называют любовью». В 1994 она и её друг-кинематографист София Коппола создали телесериал на «Comedy Central» под названием «Hi Octane», пародию и варьете, в которых участвовали Киану Ривз, Beastie Boys и Мартин Скорсезе. «Hi Octane» продлился всего один сезон, и явился одним из первых сериалов, полностью снятых в цифровом формате.
Её режиссёрский дебют состоялся в 2000 году на кинофестивале «Сандэнс» в короткометражном фильме «Мужчины сводят женщин с ума». Она наиболее известна как режиссёр и сценарист романтической комедии 2007 года «Broken English», в которой участвовали Паркер Поузи и Джина Роулендс. Она была номинирована на премию «Независимый дух» за лучший дебютный сценарий в 2008, но проиграла Диабло Коди с «Джуно».
В 2012 году её пригласили принять участие в рекламной кампании для Miu Miu. Короткометражный фильм, созданный ею для этого проекта, «Пороховая комната», был впервые показан на 69-м Венецианском международном кинофестивале.
В её втором полнометражном фильме, «Day Out of Days», Алексия Ландо играет 40-летнюю актрису, которая пытается остаться на плаву в Голливуде. В актёрский состав второго плана входят Мелани Гриффит, Эдди Иззард, Шайенн Джексон, Винсент Картайзер, Алессандро Нивола, Брук Смит и Беллами Янг.
Она входит в список коммерческого представительства продюсерской компании «Little Minx».